# Goruća zemlja (televizijska serija)
Goruća zemlja (engleski: Fire Country) je američka televizijska serija koju su zajedno stvorili Max Thieriot, Tony Phelan i Joan Rater, s Maxom Thieriotom u glavnim ulogama, a producirao Jerry Bruckheimer. Emitira se na CBS-u od 7. listopada 2022. U Hrvatskoj se premijerno prikazuje na kanalu STAR od 28. veljače 2023.
U veljači 2025. CBS je obnovio seriju za četvrtu sezonu.

## Radnja
Bode Donovan je mladi zatvorenik s problematičnom prošlošću. Nadajući se da će se iskupiti i skratiti kaznu, pridružuje se kao volonter vatrogasnom programu u "Kalifornijskom programu konzervatorskih kampova" u kojem zatvorenici pomažu Kalifornijskom odjelu za šumarstvo i zaštitu od požara, poznatom kao "Cal Fire". Na kraju je raspoređen u svojem rodnom gradu u sjevernoj Kaliforniji, gdje mora raditi zajedno s bivšim prijateljima, drugim zatvorenicima i elitnim vatrogascima kako bi ugasio velike požare koji muče regiju.

## Pregled serije
Prva sezona premijerno se prikazala u Sjedinjenim državama na kanalu CBS od 7. listopada 2022. do 19. svibnja 2023. Serija je 6. siječnja 2023. obnovljena za drugu sezonu koja se prikazuje od 16. velječe 2024. U ožujku 2024. CBS je obnovio seriju za treću sezonu koja se prikazuje od 18. listopada 2024. U veljači 2025. serija je obnovljena za četvrtu sezonu, koja premijerno počinje 17. listopada 2025.
U Hrvatskoj serija se premijerno prikazuje na kanalu STAR od 28. veljače 2023. Od  9. ožujka do 14. travnja 2024., prva sezona prikazala se na kanalu Doma TV. Treća sezona počela se prikazivati 17. lipnja 2025. na kanalu Star Life.
| Sezona | Sezona | Epizoda | SAD prikazivanje    | SAD prikazivanje  | Hrvatsko prikazivanje | Hrvatsko prikazivanje | Hrvatsko prikazivanje |
| Sezona | Sezona | Epizoda | Premijera           | Finale            | Premijera             | Finale                | Kanal                 |
| ------ | ------ | ------- | ------------------- | ----------------- | --------------------- | --------------------- | --------------------- |
|        | 1.     | 22      | 7. listopada 2022.  | 19. svibnja 2023. | 28. veljače 2023.     | 25. srpnja 2023.      | STAR                  |
|        | 2.     | 10      | 16. veljače 2024.   | 17. svibnja 2024. | 12. lipnja 2024.      | 27. lipnja 2024.      | STAR                  |
|        | 3.     | 20      | 18. listopada 2024. | 25. travnja 2025. | 17. lipnja 2025.      | 20. kolovoza 2025.    | STAR Life             |
|        | 4.     | –       | 17. listopada 2025. | –                 | Još nije najavljeno   | Još nije najavljeno   | Još nije najavljeno   |

## Glumačka postava

### Glavni likovi
- Max Thieriot kao Bode Donovan (aka Bode Leone), zatvorenik koji se pridružuje vatrogasnom programu u sjevernoj Kaliforniji. Zbog smrti sestre, a zatim i pljačke promijenio je prezime kako ne bi dodatno beščašćio obitelj.
- Kevin Alejandro kao Manny Perez, nadzornik zatvorenika i Gabrielin otac, kao mladić bio je pritvorenik i dobrovoljni vatrogasac.
- Jordan Calloway kao Jake Crawford, vatrogasac pod Vinceovim zapovjedništvom i Gabrielin i Rileyin bivši dečko.
- Stephanie Arcila kao Gabriela Perez, olimpijska atletičarka i Mannyjina kći, umorna od sportskog života, pokušava ući u vatrogasce.
- Jules Latimer kao Eve Edwards, vješta vatrogaskinja pod Vinceovim zapovjedništvom.
- Diane Farr kao Sharon Leone, voditeljica odjela, Vinceova supruga, Rileyina i Bodeina majka, za razliku od supruga zadovoljna je povratkom sina. Tijekom prve sezone sazna se da je bolesna.
- Billy Burke kao Vince Leone, vođa bataljuna 1508, Sharonin suprig, Rileyin i Bodeov otac.

### Sporedni likovi
- W. Tré Davis kao Freddy "Goat" Mills, zatvorenik Cal Fire i Bodeov prijatelj
- Michael Trucco kao Luke Leone, Vinceov brat
- Jade Pettyjohn kao Riley Leone, Vinceova i Sharonina pokojna kčer, Bodeina mlađa sesta i Eveina najbolja prijateljica
- Sabina Gadecki kao Cara, Bodina bivše djevojka
- April Amber Telek kao Dolly Burnet, Bodina tetaBode's aunt
- Aaron Pearl kao Chief Paulie Burnett, Bodeov ujak
- Zach Tinker kao Collin O'Reilly/Alex Shawcross, vatrogasac na probaciji.
- Katrina Reynolds kao Cookie, Freddova djevojka.
- Karen LeBlanc kao Dr. Lilly Crawford, Jakeova majka
- Fiona Rene kao Rebecca Lee, zatvorenica i bivša odvjetnica
- Julianne Christie kao Kate
- Barclay Hope kao Father Pascal
- JP Padda kao Andy
- Ian Tracey kao Wes
- Rebecca Mader kao Faye, šefica privatne vatrogasne tvrtke
- Kanoa Goo kao Kyle, a Gabrielina prijateljica
- Kane Brown kao Robin
- Crystal Balint kao Erika Snow
- Riley Davis kao Troy
- Rafael de la Fuente kao Diego (Sezona 2)
- Tye White kao Cole, bivši MMA borac koji je Bodeov cimer iz ćelije (Sezona 2)
- Jason O'Mara kao Liam, zgodni vatrogasac koji je bivši Sharonin kolega (Sezona 2)
- Alix West Lefler kao Genevieve (Sezona 2)

## Produkcija

### Razvoj
U studenom 2021. CBS je objavio da razvija seriju u kojoj glume Max Thieriot, Tony Phelan i Joan Rater, na temelju Thierotovih iskustava. Potencijalna serija tada je bila poznata pod imenom "Cal Fire". Pilot epizodu su napisali Phelan i Rater, s Thieriotom kao koscenaristom, a režirao James Strong. Serija je premijerno prikazana 7. listopada 2022. CBS je 6. siječnja 2023. seriju obnovio za drugu sezonu. Ožujka 2024. obnovovljena je za treću sezonu.

### Snimanje
Snimanje serije započelo je u srpnju 2022. u Vancouveru u Kanadi, a završila u travnju 2023. Serija koristi obližnje selo Fort Langley za prikaz fiktivnog grada "Edgewater", u sjevernoj Kaliforniji. Osim toga, uspostavljanje kadrova za grad Edgewood snimljeno je u Rio Dellu, u okrugu Humboldt u Kaliforniji.

## Spinoff
Dana 23. siječnja 2024. objavljeno je da će predloženi spin-off serije Goruća zemlja biti predstavljen putem pilot epizode koja će biti dio druge sezone s Morenom Baccarin u glavnoj ulozi. Šesta epizoda pod nazivom "Alert the Sheriff" predstavila je Baccarinov lik Mickey Fox. Dana 2. svibnja 2024. CBS Studios se pridružio produkciji serije, a kasnije ju nazvao Sheriff Country.

## Vanjske poveznice
- Službena stranica na cbs.com
- Službena stranica na Star Channel
- Fire Country u internetskoj bazi filmova IMDb-a